# Revendedor
Revendedor ou representante comercial (designação adotada oficialmente) é o profissional que representa comercialmente determinada empresa, sem manter vínculos de emprego com a mesma. Os representantes comerciais podem representar mais de uma empresa.

## Estatuto do representante comercial no Brasil
De acordo com a Lei nº 4.886, de 09/12/65 com as alterações introduzidas pela Lei nº 8.420, de 08/05/92:
Art. 1º - Exerce a representação comercial autônoma a pessoa jurídica ou a pessoa física, sem relação de emprego, que desempenha, em caráter não eventual por conta de uma ou mais pessoas, a mediação para a realização de negócios mercantis, agenciando propostas ou pedidos, para transmiti-los aos representados, praticando ou não atos relacionados com a execução dos negócios.

### História
Desde o começo do século XX, a atividade de representação já era desempenhada por milhares de indivíduos, e a regulamentação forneceu o equilíbrio nas relações entre representadas e representantes.
Por volta da década de 1950 os avanços da economia e do comércio no Brasil foram de grande importância com o primeiro plano de ação econômica no Brasil, o Plano de Metas que trouxe grande benefício para a indústria e comércio do país. Porém na década de 60 o processo de industrialização por substituição por importação entrou em crise pelo fato de que para continuar expandindo a indústria seria necessário passar a produzir aqui produtos que exigiam capitais e tecnologia que só poderiam ser fornecidos pelos países capitalistas avançados. Mas como as forças políticas dominantes não eram fortes e muito menos confiáveis, o capital e a tecnologia foram negados ao Brasil, iniciando assim, uma crise que gerou condições para o golpe político-militar de 1964.
Mesmo diante deste cenário de crise e turbulência a classe dos representantes comerciais tornou-se muito importante e de grande influência nas relações comerciais, no sentido de que a sociedade atribuía o devido reconhecimento, devido justamente aos benefícios fornecidos ao comércio cada vez mais regulamentado. Com isso, legislou-se sobre este ramo, em pleno Regime Militar, a Lei nº 4.886/65, responsável pela regulamentação da profissão. Regulamentação esta, aprovada através do Ministério da Indústria e Comércio, que constituindo Comissão constante de representantes da Confederação Nacional da Indústria e da Confederação Nacional do Comércio, apresentou projeto oficial, que, aprovado pelo Congresso Nacional e sancionado pelo Presidente da República, culminou com a Lei nº 4.886/65.
Com toda essa movimentação foi instalado em 10/03/1966 o Conselho Federal dos Representantes Comerciais (CONFERE), entidade responsável pela fiscalização e normatização dos 24 CORs (conselhos regionais) em todo o país.
Devido a diversos lapsos observados na lei durante os anos, em 8 de maio de 1992, foi sancionada, pelo então presidente Fernando Collor de Mello, a Lei nº 8.420, que introduziu alterações significativas à Lei nº 4.886/65.